# 墨西哥人殖民地 (加利福尼亞州)
墨西哥人殖民地（英語：Mexican Colony）是位於美國加利福尼亞州克恩縣的一個人口普查指定地區。

## 地理
墨西哥人殖民地的座標為35°28′08″N 119°16′07″W / 35.46889°N 119.26861°W，而該地最高點為海拔高度101米（即331英尺）。

## 人口
根據2010年美國人口普查的數據，墨西哥人殖民地的面積為0.083平方千米，當中陸地面積為0.083平方千米，而水域面積為0.000平方千米。當地共有人口281人，而人口密度為每平方千米3,385人。